# Renato Pozzetto
Renato Pozzetto est un chanteur et acteur italien né le 14 juillet 1940 à Laveno-Mombello en Italie.

## Biographie
Chanteur à la verve milanaise, il forme un duo dans les années 1960 avec Cochi Ponzoni. Leurs chansons, telles celles d'un Carlos, deviennent vite des tubes estivaux.
Ils fondent le temple du cabaret milanais : le Derby, encore existant.
Renato Pozzetto se sépare de son collègue et se tourne vers le métier d'acteur, obtenant le succès jusqu'au milieu des années 1980. Depuis le début des années 2000, il a reformé son duo avec Cochi.

## Filmographie

### Réalisateur
- 1978 : Io tigro, tu tigri, egli tigra (it), film à sketches coréalisé avec Giorgio Capitani
- 1978 : Saxofone (it)
- 1987 : Il volatore di aquiloni (it)
- 1996 : Papà dice messa (it)
- 2007 : Un amore su misura (it)

### Scénariste
- 1982 : Testa o croce (Testa o croce) de Nanni Loy

### Acteur
- 1974 : Pour aimer Ophélie (Per amare Ofelia), de Flavio Mogherini : Orlando Aliverti Mannetti
- 1974 : La poliziotta, de Steno : Claudio Ravassi
- 1975 : Baby Sitter - Un maledetto pasticcio
- 1975 : Due cuori, una cappella
- 1975 : Di che segno sei?, de Sergio Corbucci : Basilio
- 1975 : Un sorriso, uno schiaffo, un bacio in bocca
- 1975 : Histoire d'aimer (A mezzanotte va la ronda del piacere), de Marcello Fondato : Fulvio
- 1975 : Paolo Barca, maestro elementare, praticamente nudista
- 1976 : Le Patron et l'Ouvrier (Il padrone e l'operaio) de Steno
- 1976 : Luna di miele in tre
- 1976 : Le Bataillon en folie (Sturmtruppen)
- 1976 : La Carrière d'une femme de chambre (Telefoni bianchi), de Dino Risi : Le lieutenant Bruni
- 1976 : Oh! Serafina
- 1977 : Ecco noi per esempio..., de Sergio Corbucci : Palmambrogio Guanziroli
- 1977 : Tre tigri contro tre tigri, de Sergio Corbucci et Steno : Don Cimbolano
- 1977 : Black Journal (Gran bollito)
- 1978 : Io tigro, tu tigri, egli tigra (it) de Giorgio Capitani et lui-même
- 1978 : Saxofone (it) de lui-même
- 1978 : Per vivere meglio, divertitevi con noi de Flavio Mogherini
- 1979 : Tesoro mio de Giulio Paradisi
- 1979 : Agenzia Riccardo Finzi, praticamente detective
- 1979 : Mélodie meurtrière (Giallo napoletano), de Sergio Corbucci : Commissaire Voghera
- 1979 : La patata bollente, de Steno : Bernardo Mandelli
- 1980 : Je suis photogénique (Sono fotogenico), de Dino Risi : Antonio Barozzi
- 1980 : Sucre, Miel et Piment (Zucchero, miele e peperoncino) de Sergio Martino
- 1980 : Marche au pas ! (Porca vacca), de Pasquale Festa Campanile : Primo Baffo, dit Barbasini
- 1980 : Mia moglie è una strega
- 1980 : Le Coq du village (Fico d'India)
- 1981 : Uno contro l'altro, praticamente amici
- 1981 : Culo e camicia
- 1981 : Personne... n'est parfait ! (Nessuno è perfetto)
- 1982 : Ricchi, ricchissimi, praticamente in mutande
- 1982 : La casa stregata
- 1982 : Testa o croce (Testa o croce) de Nanni Loy : Don Emidio / Padre Remigio
- 1983 : Questo e quello, de Sergio Corbucci : Giulio
- 1983 : Mani di fata
- 1983 : Un povero ricco
- 1984 : Lui è peggio di me
- 1984 : Il ragazzo di campagna, de Franco Castellano et Giuseppe Moccia : Artemio
- 1985 : È arrivato mio fratello
- 1985 : Sogni e bisogni
- 1986 : 7 chili in 7 giorni
- 1986 : Grandi magazzini, de Franco Castellano et Giuseppe Moccia : Fausto Valsecchi, chauffeur-livreur
- 1987 : Roba da ricchi, de Sergio Corbucci : Don Vittorino
- 1987 : Da grande
- 1987 : Noi uomini duri
- 1987 : Il volatore di aquiloni (it) de lui-même
- 1988 : Casa mia casa mia...
- 1989 : Burro
- 1990 : Le comiche
- 1990 : Non più di uno
- 1991 : Piedipiatti
- 1991 : Le comiche 2
- 1992 : Infelici e contenti, de Neri Parenti : Aldo
- 1992 : Ricky e Barabba
- 1994 : Miracolo italiano
- 1994 : Anche i commercialisti hanno un'anima
- 1994 : Le nuove comiche
- 1995 : Mollo tutto
- 1996 : Papà dice messa (it) de lui-même
- 2007 : Un amore su misura (it) de lui-même
- 2009 : Oggi sposi, de Luca Lucini : Renato Di Caio
- 2015 : Ma che bella sorpresa (it) d'Alessandro Genovesi : Giovanni
- 2021 : Lei mi parla ancora de Pupi Avati : Giuseppe Sgarbi dit « Nino »